# Grönskator
Grönskator (Cissa) är ett litet släkte med fåglar i familjen kråkor inom ordningen tättingar som förekommer i Sydostasien från östra Himalaya till Borneo och Java. Släktet grönskator omfattar endast fyra arter:
- Vitspetsad grönskata (C. chinensis)
- Indokinesisk grönskata (C. hypoleuca)
- Javagrönskata (C. thalassina)
- Borneogrönskata (C. jeffreyi)